# Phil Pratt
Phil Pratt, de son vrai nom George Phillips, né en 1942 à Kingston (Jamaïque) est un chanteur de reggae et producteur de disques.

## Biographie
Phil Pratt travaille au Studio One pour Coxsone Dodd en tant que chargeur de cartons pendant la période d'instabilité rock où Lee Perry est présent, avant de déménager au Royaume-Uni au début des années 1960. Pratt revient à la Jamaïque en 1965 et enregistre en tant que chanteur une chanson intitulée "Safe Travel", mais celle-ci n'est pas publiée immédiatement. Il part pour le label de Ken Lack, Caltone, où il enregistre quelques morceaux. En 1966, Pratt décide de se lancer dans la production et, à Caltone, enregistre le jeune Horace Andy. Au cours de la période rocksteady, il enregistre des chanteurs tels que Ken Boothe, John Holt et Pat Kelly, soutenus par des animateurs tels que Lynn Taitt, ses productions apparaissant sur les labels Caltone, Wiggle Spoon et WIRL avant de lancer son propre label, Jon Tom. 
Au cours des années 1970, Pratt connaît le succès avec Ken Boothe ("Artibella", Al Campbell, Delroy Wilson, Bobby Kalphat et Keith Poppin), remporte un grand succès avec "My Heart Is Gone" par John Holt, "Let Love In", "Black Magic Woman" de Dennis Brown, et "How Long", "Soulful Love", "They Talk About Love" de Pat Kelly. Plus particulièrement, de 1971 à 1975, Pratt produit de nombreux DJ, dont Dennis Alcapone ("This Is Butter"), Dillinger ("Platt Skank"), I-Roy ("My Food Is Ration") ou U Roy ("("Psaume 21" et "Zion Sound"), mais il reste surtout connu pour les singles qu'il a enregistrés en 1972 avec Big Youth (parmi ses premières chansons), "Tell It Black" et "Phil Pratt Thing". 
Pratt a principalement enregistré dans les studios Channel One, en collaboration avec les musiciens qui s'appelleront plus tard The Revolutionnaries mais également de nouveau avec Lee Perry, aux studios Black Ark, produisant notamment le premier single de Linval Thompson. Pratt a créé son propre label Terminal à Londres afin de diffuser ses productions dans le monde entier. Il s'installe à Londres au début des années 1980 et y ouvre un restaurant.
En 1985, il produit l'album Clash of the Andy avec Horace Andy et Patrick Andy.

## Discographie
- Phil Pratt - Star Wars Dub - 1978 - Burning Sounds
- Various Artists - The Magnificent Seven - 1978 - Burning Music
- Various Artists - Hits of the Past - Sun Shot (1994)
- Various Artists - Raw Roots volume 1 - 1970-75 - Jet Set Records (1998)
- Various Artists - Raw Roots volume 2 - 1971-78 - Jet Set Record
- Various Artists - The Best Of Sunshot - 1971-75 - Jet Set Records
- Various Artists - Phil Pratt Thing - Pressure Sounds (1999)
- Various Artists - Safe Travel - 1966-68 - Pressure Sounds (2005)